# Landres
Landres ist eine französische Gemeinde mit 979 Einwohnern (Stand: 1. Januar 2022) im Département Meurthe-et-Moselle in der Region Grand Est (vor 2016: Lothringen). Die Gemeinde gehört zum Arrondissement Val-de-Briey und ist Mitglied im Gemeindeverband Communauté de communes Cœur du Pays-Haut. Die Einwohner werden Landrus genannt.

## Geographie
Landres liegt etwa 12 Kilometer nordwestlich von Val de Briey und etwa 30 Kilometer westsüdwestlich von Thionville. Umgeben wird Landres von den Nachbargemeinden Preutin-Higny im Norden, Murville im Nordosten, Mont-Bonvillers im Osten, Mairy-Mainville im Südosten, Norroy-le-Sec im Süden, Piennes im Südwesten und Westen sowie Domprix im Westen.

## Bevölkerungsentwicklung

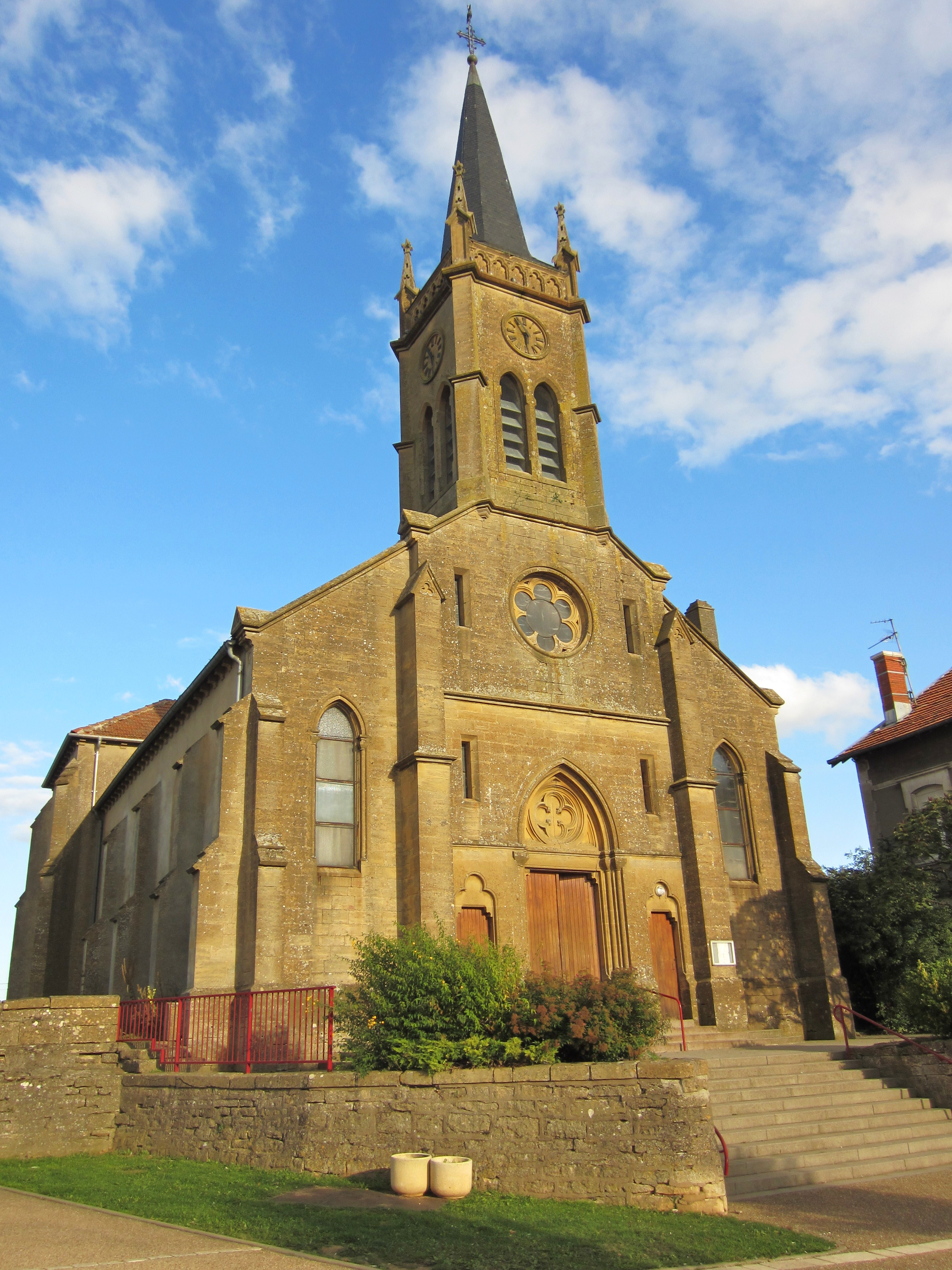
Pfarrkirche Saint-Privat

| Jahr                       | 1962 | 1968 | 1975 | 1982 | 1990 | 1999 | 2006 | 2019 |
| -------------------------- | ---- | ---- | ---- | ---- | ---- | ---- | ---- | ---- |
| Einwohner                  | 950  | 973  | 1006 | 1008 | 959  | 930  | 888  | 972  |
| Quellen: Cassini und INSEE |      |      |      |      |      |      |      |      |

## Sehenswürdigkeiten
- Pfarrkirche Saint-Privat, 1863 wieder errichtet
- Früheres Wohnhaus der Grafen von Mercy aus dem 17. Jahrhundert

## Persönlichkeiten
- Michel Neyret (* 1956), Commissaire de police, geboren in Landres